# اولپیا سورینا
اولیپا سِوِرینا (به لاتین: Ulpia Severina) همسر اورلیان و امپراتریس روم در زمان او بود. همچنین شواهدی وجود دارد که نشان می‌دهد سورینا پس از مرگ اورلیان در سال ۲۷۵ نیز برای مدتی خود حکومت نمود. بدین ترتیب او تنها زنی است که به‌تنهایی بر تمامی امپراتوری روم فرمان راند. با این‌حال از آنجا که در هیچ‌کدام از منابع تاریخی کتابی به او اشاره‌ای نشده‌است اطلاعات کمی دربارهٔ او وحود دارد و دانسته‌های موجود نیز از سکه‌ها و کتیبه‌ها به‌دست آمده است.

## زندگینامه

### خانواده
اطلاعات دقیقی دربارهٔ اولپیا سورینا تا پیش از ازدواجش با اورلیان وجود ندارد، با این حال چنین احتمال می‌دهند که او باید دختر اولپیوس کرینیتویی باشد که در هیستوریا آگوستا به او اشاره شده‌است. در این کتاب آمده است که اولپیوس از نوادگان تراژان بود که اورلیان را حمایت نمود و به پسرخواندگی پذیرفت. با این‌وجود نسبت به صحت اطلاعات هیستوریا آگوستا تردید وجود دارد و ممکن است اولپینوس و این داستان را پروپاگاندیست‌هایی ساخته باشند که می‌خواستند اورلیان را به «امپراتور خوب» تراژان متصل نمایند. از سوی دیگر برخی از پژوهشگران بر این باورند اولپیا سورینا از اهالی داسیا بود که در آنجا نام اولپیوس، به جهت نفوذ تراژان نامی معمول بود.

### ازدواج با اورلیان
اولپیا سورینا احتمالاً پیش از آنکه اورلیان در سال ۲۷۰ میلادی به امپراتوری برسد با او ازدواج نمود و آندو صاحب یک دختر شدند. سورینا با نگاه به سکه‌های ضرب‌شده‌ای که منقش به نگارهٔ او هستند در پاییز ۲۷۴ عنوان «آگوستا» را دریافت داشت، هرچند احتمال اینکه او پیش از این تاریخ نیز صاحب این عنوان شده باشد وجود دارد. به او همچنین عناوین Pia به‌معنای وارسته و Mater Castrorum et Senatus et Patriae به‌معنای مادر سربازخانه‌ها (ارتشیان)، سنا و کشور اعطا گردید، عنوان های افتخاری، پرسر و صدا و علی رتبه ای که زنان قدرتمند سلسله سورانی از آن برخودار بودند و در همین عنوان های رسمی بود که در اداره امپراتوری اعمال نفوذ و قدرت می کردند. اولپیا سورینا با استفاده از همین قدرت بود که بعد از مرگ شوهرش اورلیان توانست چند ماه ای را بدون هیچ چالشی بر حق خود تا زمان ورود امپراتور بعدی مارکوس کلودیوس تاسیتوس بر امپراتوری حکمرانی کند.

### حکومت به‌تنهایی
با نگاه به دیگر کتیبه ها و سکه‌های فراوان ضرب‌شده به نام اولپیا سورینا می‌توان چنین برداشت نمود که او مدتی را نیز پس از مرگ اورلیان و پیش از انتخاب مارکوس کلودیوس تاسیتوس به امپراتوری به‌تنهایی حکومت کرده‌است. بین مرگ اورلیان تا امپراتوری تاسیتوس فاصله وجود دارد و برخی از سکه‌های منقش به نام و نگارهٔ اولپیا پس از مرگ اورلیان ضرب شده‌اند. بدین ترتیب می‌توان او را تنها زنی دانست که خود به‌تنهایی بر کل امپراتوری روم فرمان رانده است و تنها با مقام امپراتریس روم هم حکومت کرد، وی در دوره فرمانروایی موقت خود به هیچ کس محتاج نبود و به هیچ کس تکیه نکرد و خود به تنهایی برای همه امور روزمره امپراتوری تصمیم‌گیری می کرد.